# Schizocosa conspicua
Schizocosa conspicua är en spindelart som först beskrevs av Roewer 1959.  Schizocosa conspicua ingår i släktet Schizocosa och familjen vargspindlar.
Artens utbredningsområde är Rwanda. Inga underarter finns listade i Catalogue of Life.